# 全球外交官中国文化之夜
全球外交官中国文化之夜由民间外交组织LOOKWE发起，联合五大洲65个国家驻华大使馆，以及北京国际外交官组织、北京国际武官组织等国际机构共同主办的年度活动。得到160多个国家驻华大使馆的支持。

## 历史
2015年在钓鱼台国宾馆举办第一次活动。
2018年12月8日，第四届全球外交官中国文化之夜”在中国北京饭店举行，共有157个国家和地区的400多位外交官、中国优秀企业代表及知名学者等各界嘉宾近千人参加。
2019年，第五届全球外交官中国文化之夜于11月23日在北京举行，由阿尔巴尼亚驻华大使塞利姆·贝洛尔塔亚担任轮值主席。
2020年11月20日，全球外交官中国文化之夜在上海新天地举办，是首次在北京以外的城市举办。
2021年，适逢上海合作组织成立20周年，第六届全球外交官中国文化之夜于4月9日在北京举行，共有来自160多个国家和国际组织的外交人员参与，活动由塔吉克斯坦驻华大使赛义德佐达及上海合作组织秘书长诺罗夫•弗拉基米尔致辞。此次活动还举行了“新时代榜样的力量”颁奖仪式，中国（陕西）赴塔吉克斯坦联合工作组、郎朗、周深等获奖。
2022年1月13日，第七届活动在北京举行，由马耳他驻华大使卓嘉鹰担任轮值主席。
2023年，第八届活动将于3月下旬在北京举行。